# Olga Walentinowna Burjakina
Olga Walentinowna Burjakina (russisch Ольга Валентиновна Бурякина; * 17. März 1958 in Moskau, Russische SFSR, Sowjetunion) ist eine ehemalige professionelle russische Basketballspielerin, die für die Sowjetunion antrat.
Olga Burjakina gewann bei den Olympischen Spielen 1988 mit der sowjetischen Mannschaft die Bronzemedaille. Die dreimalige Europameisterin (1983, 1985 und 1987) gewann 1983 auch den Weltmeistertitel, dabei schlug die sowjetische Mannschaft im Finale die US-amerikanische Mannschaft mit 84:82.
Mit ihrem Verein PBK ZSKA Moskau wurde Burjakina 1983, 1985 und 1989 sowjetische Meisterin.